# دنکووک
دنکووک (به لهستانی:  Denkówek) یک روستا در لهستان است که در گمینا بوزخوو واقع شده‌است. دنکووک ۹۸۰ نفر جمعیت دارد.